# Vršac
Vršac (serbisk kyrilliska: Вршац, rumänska: Vârşeţ, ungerska: Versec) är en stad belägen i östra delen av provinsen Vojvodina i norra Serbien.
2003 hade staden cirka 36 300 invånare (kommunen 54 000). Majoriteten av invånarna är serber (72,5%). Resten är rumäner, ungrare, m.fl.

## Orter
Följande orter ligger i Vršac kommun:
- Gudurica (Гудурица)
- Izbište (Избиште)
- Jablanka (Јабланка)
- Kuštilj (Куштиљ)
- Mali Žam (Мали Жам)
- Malo Središte (Мало Средиште)
- Markovac (Марковац)
- Mesić (Месић)
- Orešac (Орешац)
- Parta (Парта)
- Pavliš (Павлиш)
- Potporanj (Потпорањ)
- Ritiševo (Ритишево)
- Sočica (Сочица)
- Straža (Стража)
- Šušara (Шушара)
- Uljma (Уљма)
- Vatin (Ватин)
- Veliko Središte (Велико Средиште)
- Vlajkovac (Влајковац)
- Vojvodinci (Војводинци)
- Vršački Ritovi (Вршачки Ритови)
- Zagajica (Загајица)

## Sport
2001 öppnades sporthallen Centar Milenijum (även känd som Millennium Hall) i Vršac. Här spelades bland annat matcher vid Europamästerskapet i basket för herrar 2005. Här spelar det lokala basketlaget KK Hemofarm sina hemmamatcher. Centar Milenijum har en kapacitet på ca 3 600 personer, alla är sittplatser.
Europamästerskapet i handboll för herrar 2012 spelades i Serbien, en av spelorterna var Vršac. Andra spelorter var Belgrad, Novi Sad och Niš.

## Galleri

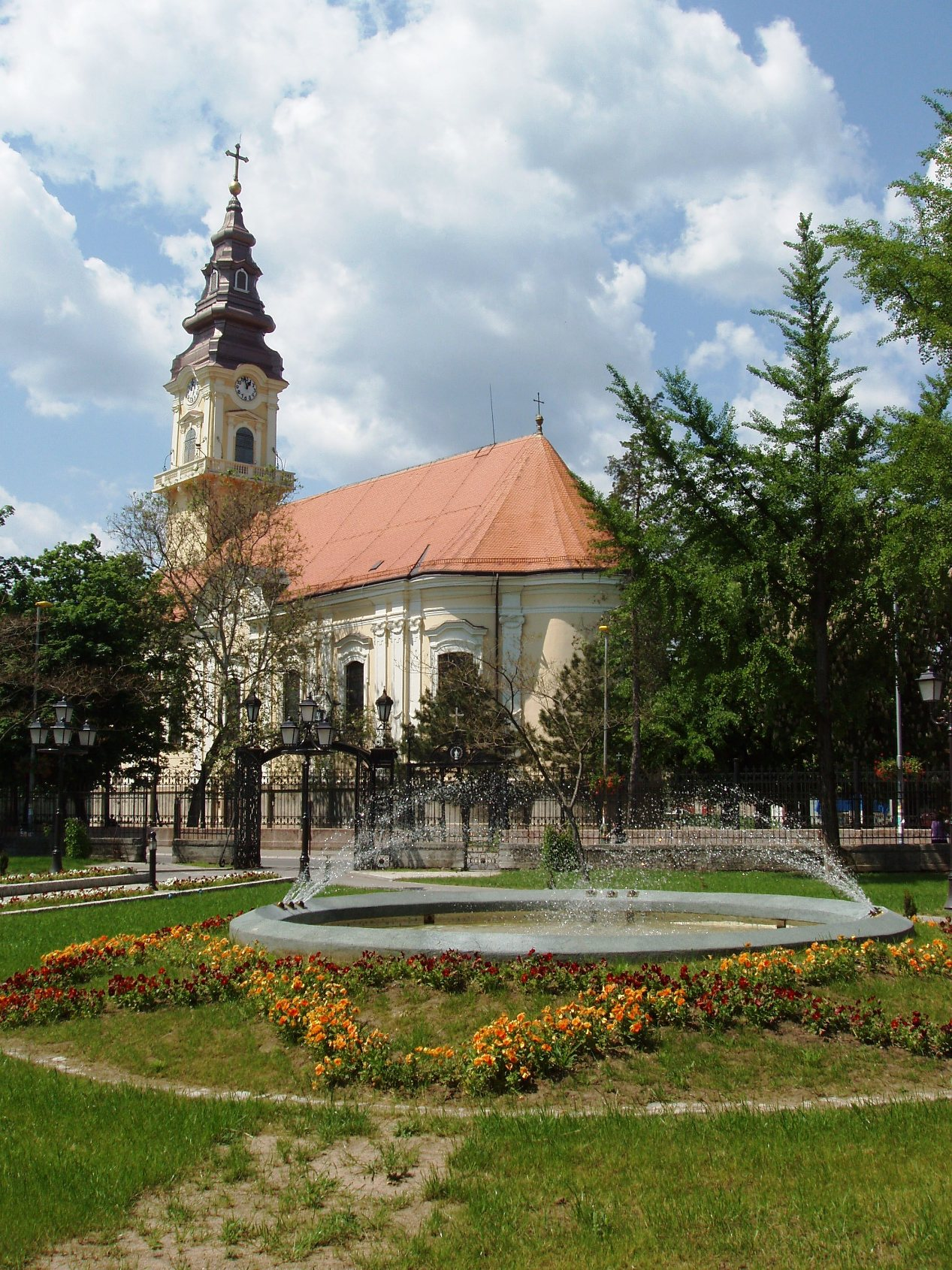
Serbisk-ortodox kyrka.
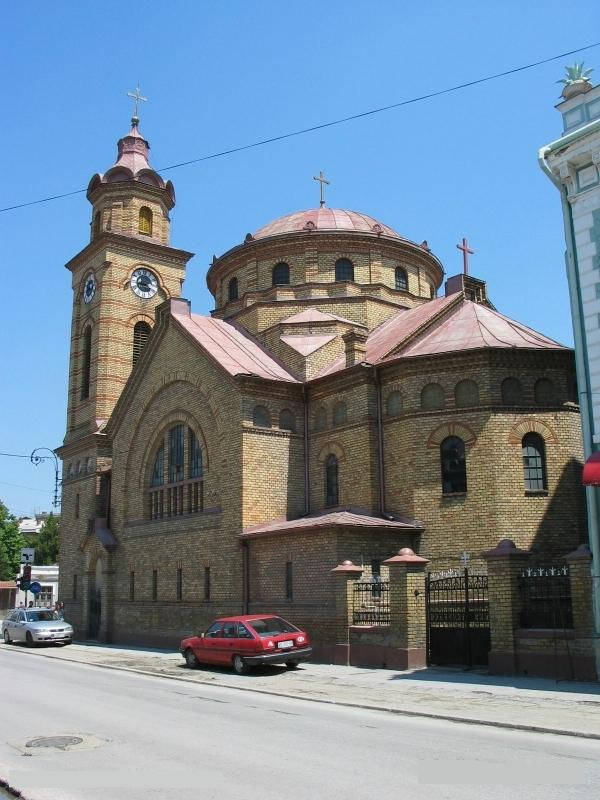
Rumänsk-ortodox kyrka.
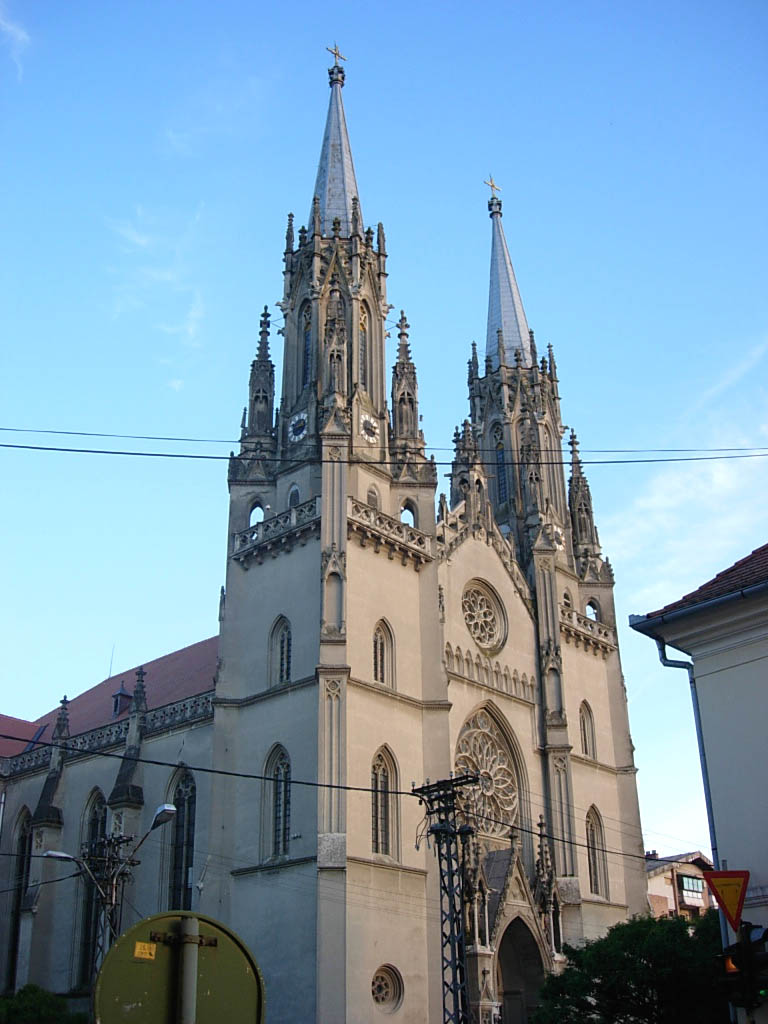
Romersk-katolsk kyrka.
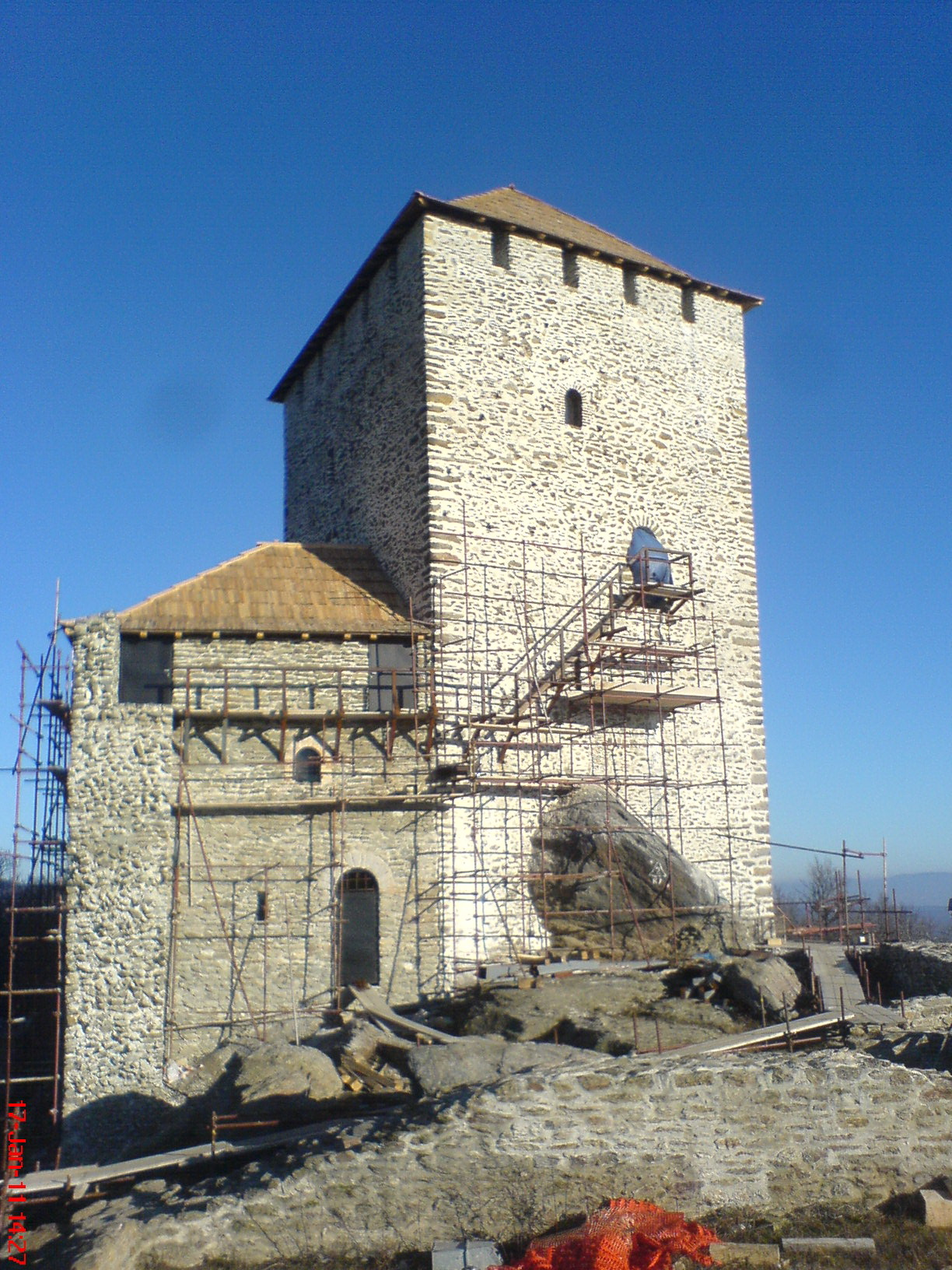
Fort.
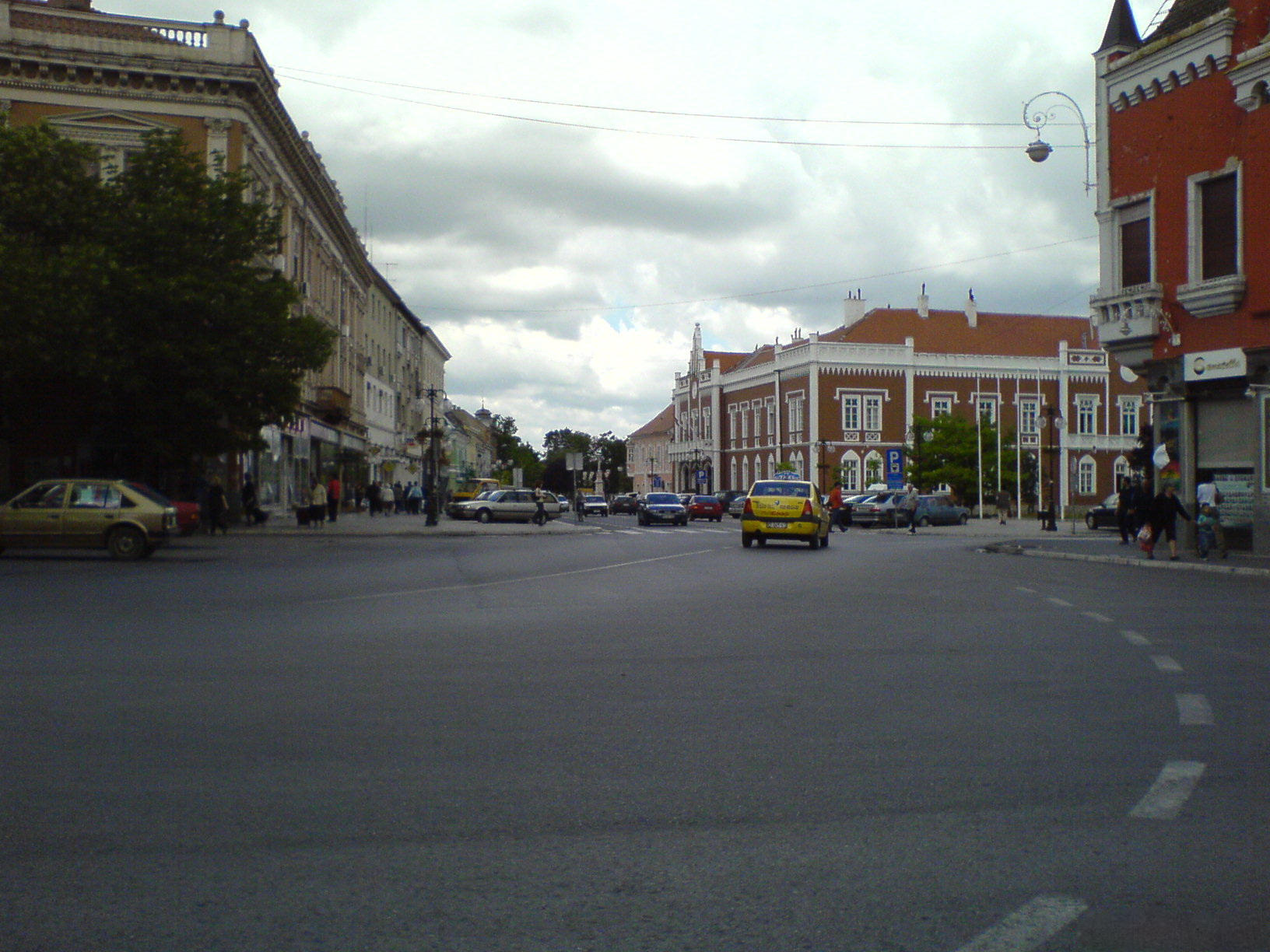
Stadshuset.
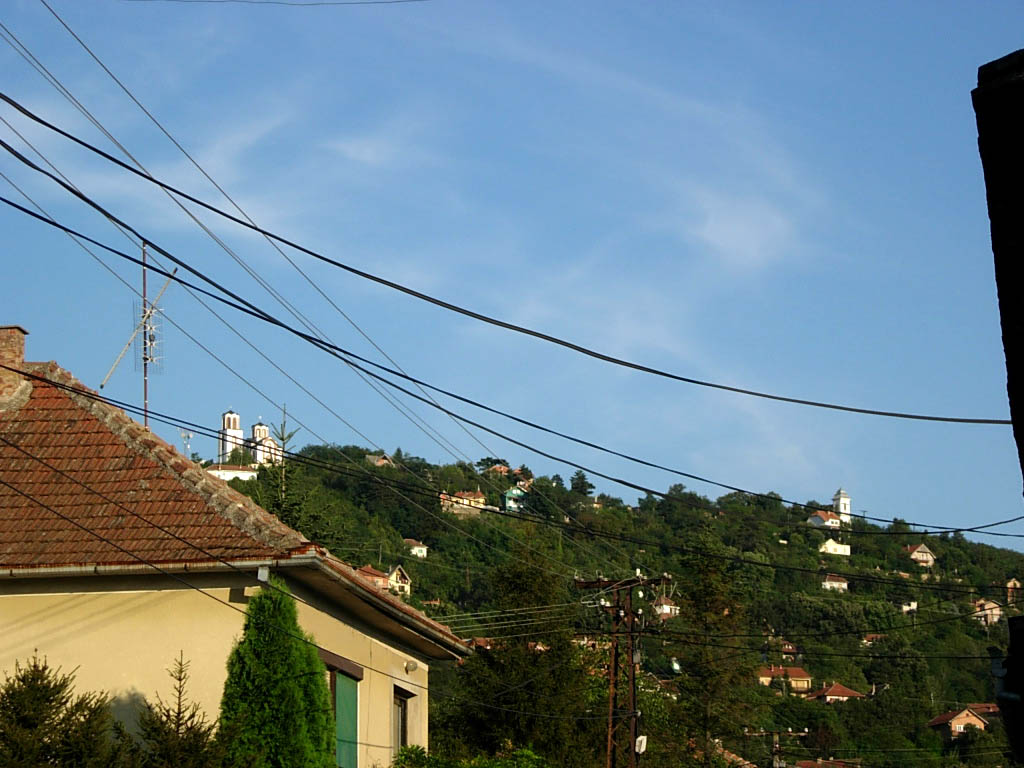
Kullar runt Vršac.